# Filchnerella yongdengensis
Filchnerella yongdengensis is een rechtvleugelig insect uit de familie Pamphagidae. De wetenschappelijke naam van deze soort is voor het eerst geldig gepubliceerd in 1984 door Xi & Zheng.